# Compsoneuria langensis
Compsoneuria langensis is een haft uit de familie Heptageniidae. De wetenschappelijke naam van de soort is voor het eerst geldig gepubliceerd in 2010 door Braasch & Boonsoong.
De soort komt voor in het Oriëntaals gebied.